# Droits LGBT au Pakistan

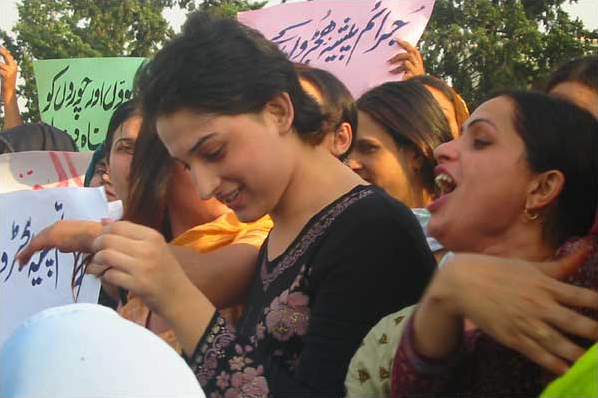
Manifestations pour les droits des hijras en 2008.

L'homosexualité, la bisexualité et la transidentité (LGBT) ont longtemps été considérées comme des vices tabous au Pakistan, et les droits des personnes LGBT sont pratiquement inexistants jusqu'en 2018. D'après la loi, l'homosexualité est illégale au Pakistan depuis 1860. En raison de l'intolérance religieuse pour certaines pratiques sexuelles, l'opinion publique a tendance à se braquer contre les minorités sexuelles.
Toutefois, une libéralisation croissante de la société a permis l'organisation de fêtes gays publiques. En 2018, une loi garantissant les droits fondamentaux des personnes transgenres marque cependant une rupture historique,. Le projet de loi initial avait peu de temps auparavant été salué par l'ONUSIDA.

## Affaires
L'organisation mondiale contre la torture (OMTC) a épinglé les conservateurs du Pakistan dans les régions tribales en 1997, au sujet de la flagellation d'un adulte et d'un mineur de sexe masculin, accusés d'exhibition sexuelle dans des bains publics. Les deux accusés ont été fouettés en public le 17 mai 1997 à Bara Bazar dans le district de Khyber, une région administrée par les Afridi. On raconte que le mineur de 14 ans avait été payé pour une relation sexuelle. L'adulte a reçu 75 coups de fouet et l'adolescent 32,. Un religieux pakistanais de Kahuta a déclaré le 31 décembre 2007 qu'il fallait tuer tous les homosexuels pour les empêcher de se multiplier, en suggérant de les décapiter ou de les lapider.
Plusieurs actes de pédérastie ont été rapportés, comme le fait de religieux sur des jeunes garçons dans des écoles coraniques ou médersas. Ces affaires sont restées irrésolues et aucune poursuite n'a été engagée contre les suspects. L'abus sexuel sur mineur était généralement constitué de sodomie. Alors que ces affaires mettent en scène des abus sur mineurs, les homosexuels ne veulent pas que l'on confonde ces abus avec leur sexualité. Les homosexuels pakistanais commencent à revendiquer leurs sexualité.
Des zones métropolitaines comme Lahore et Karachi ont été le théâtre de fêtes où des hommes ont manifesté leur sexualité au cours d'une marche des fiertés. Ces fêtes comptaient de nombreux hommes dansant entre eux dans des discothèques et s'embrassant. En 2008, un scandale a eu lieu quand des passants ont vu un groupe de travestis dansant sur le toit d'une maison un jour de fête.
En 2005, un homme de 42 ans venant de Khyber a été accusé d'avoir épousé un adolescent de 16 ans lors d'une cérémonie traditionnelle. Une réunion tribale les a condamnés à quitter la région ou à encourir la mort. En juin 2010, deux hommes de 42 et 18 ans ont été arrêtés à Peshawar, accusés d'avoir tenté de se marier, lors d'une descente de la police dans une fête.
Les lesbiennes ont moins de visibilité dans le pays et l'on rapporte peu d'informations sur des femmes engagées dans une relation homosexuelle. Un procès en 2008 montre la même désapprobation envers les lesbiennes qu'envers les gays,.
L'ONG Human Rights Watch annonçait en 2018 qu'au moins 57 personnes transgenres avaient été tuées au Pakistan depuis 2015.

## 2018: adoption de la Loi sur les personnes transgenres (protection des droits)
La Loi sur les personnes transgenres (protection des droits) (Transgender Persons (Protection of Rights) Act) est adoptée par le Pakistan en mai 2018. Elle garantit les droits fondamentaux des citoyens transgenres et interdit les discriminations envers eux. Les personnes trans obtiennent ainsi le droit de choisir leur identité de genre et de pouvoir la faire inscrire sur leurs papiers selon leur choix. Les choix officiels disponibles sont : féminin, masculin ou non-binaire. La dernière catégorie est liée notamment aux « khwaja siras », expression pakistanaise désignant les personnes intersexuées, qui étaient traditionnellement respectées car on leur attribuait des pouvoir spirituels. La non-discrimination de ces personnes est affirmée, notamment dans l'espace public, les écoles, au travail, dans les services publics, ainsi que par le droit de voter et d'être élu. Le gouvernement doit également créer des refuges permettant aux personnes concernées, en cas de besoin, de pouvoir bénéficier de soins de santé et psychologiques.